# Захоплення держави
Захоплення держави — вид системної політичної корупції, характерною ознакою якого є те, що приватні інтереси визначають політику держави. У країні, що уражена такою формою корупції, державна політика спрямована насамперед на забезпечення інтересів «викрадачів держави».
Термін «захоплення держави» уперше було використано Дж. Хеллменом (ЄБРР) та рядом ін. авторів у 2000 році для опису політико-економічної ситуації в постсоціалістичних країнах. («Усього за десятиліття страх перед державою-левіафаном змінився зростаючою увагою до олігархів, здатних «захопити державу» і змінювати політику, регуляторне та законодавче середовище на свою власну користь, генеруючи концентровану ренту за рахунок решти економіки»).
Слід зазначити, що українські вчені також вживають термін «приватизація держави».

## Визначення стану захоплення держави
Дж. Хеллман та ін. (2000) визначають захоплення держави як вплив фірм на формування основних правил гри (наприклад, законів, постанов) через підкуп державних посадових осіб, політиків. Дж. Ведел (2001) акцентує увагу на тому, що державу здатні захопити неформальні групи, такі як клани, кліки. Ю. Кіндзерський (2016) пише про феномен приватизації держави олігархатом як наслідок невдалої реформи інституту власності. На думку С. Корабліна (2017), бізнес здатен захопити державу; «захопленню» сприяють неоліберальні реформи. К. Годіньйо та Л. Германус (2018) вважають, що захопленою є та держава, де наявний «політико-економічний проект, в рамках якого державні та приватні суб'єкти вступають у змову з метою створення прихованої мережі, об'єднуються навколо державних органів для накопичення неконтрольованої влади, підриваючи правову державу і суспільний договір, діючи поза сферою суспільної підзвітності».
У літературі відзначається, що захоплення держави як форма політичної корупції є характерним для країн з перехідною економікою, де щойно народжений у приватизації капітал намагається привласнити функції держави з ціллю генерації концентрованої ренти. «Захоплення» здійснюють головним чином представники великого бізнесу. Ця згубна для економіки та суспільства в цілому практика може бути зумовлена такими негативними процесами, як  олігархізація, монополізація ринків, латифундизація.
Захоплення держави відрізняється від більшості форм корупції, для яких характерне вибіркове застосування суб'єктами корупційних діянь вже існуючих правових норм. У випадках захоплення держави «викрадачі» змінюють «під себе» правила гри, включаючи законодавство. Захоплення держави, як правило, передбачає проникнення в управлінські структури (наприклад, органи виконавчої влади, ради державних компаній) «агентів «викрадачів держави». Органи судової влади часто також підпадають під вплив «викрадачів».
Відносини між акторами, що беруть участь в «захопленні», різноманітні і можуть включати патронаж, клієнтелізм, кронізм, непотизм, хабарництво.

## Пострадянська Україна
В Україні, після розпаду СРСР і відновлення державної незалежності, адміністративно-планова система управління радянського зразка в процесі ринкових перетворень була модифікована у адміністративно-олігархічну систему управління. В країні відбулось «зрощування» бізнесу з політичною владою і підпорядкування дій останньої інтересам першого. У цих процесах головну роль відіграла владна і політична верхівка пострадянської України, яка найбільш прибуткові об'єкти власності республіки фактично передала до рук наближених до влади бізнесменів, представників кримінальних структур, «червоних директорів»; суттєву роль, вочевидь, зіграли й ті іноземні організації і радники, які з початку 1990-х років просували в Україні Вашингтонський консенсус, певні положення та ідеї якого могли розумітися як «приватизація будь-якою ціною».
На думку Ю. Кіндзерського, головна причина «приватизації» України олігархатом — невдала реформа інституту власності. Він наголошує:  «Її наслідком стало передання радянського майна практично задарма колишній партійно-господарській еліті, кримінальним авторитетам, новоспеченим ділкам. Як результат, упродовж 1990х років і І половини 2000х років в Україні виникла і укріпилася кримінально-олігархічна модель держави, в якій політичну і економічну владу дефакто і деюре здобула ця нечисленна група осіб, перетворившись на олігархів, [...] усе це призвело до автономізації та відокремлення держави від суспільства, до повного ігнорування першою інтересів другого та зміцнення не представницької, а “фасадної” демократії. Виник феномен приватизованої (олігархією) держави, сформувались явища неефективного та нелегітимного власника, розмитих і незахищених прав власності з поширенням неправомірного (“рейдерського”) відчуження власності, тіньових економіки та політики, “проїдання” власності». Дослідник зауважує, що у цій ситуації існує загроза «реприватизації» України на користь іноземних бізнес-груп.
С. Кораблін вважає, що «Україна виявилася “приватизованою” щойно народженим бізнесом». І далі: «Таке її “захоплення” миттєво спотворило всі, навіть найгуманніші положення ринкових реформ: дерегуляція виявилася комфортним середовищем для розквіту монополій, вивільнення цін — вдалим інструментом для монопольного ціноутворення, зовнішня відкритість — можливістю легалізувати офшорний бізнес, фінансова лібералізація — приводом для виводу з країни дефіцитного капіталу.».